# 반도에 살어리랏다
《반도에 살어리랏다》는 2018년에 개봉하는 대한민국의 애니메이션 영화이다. 덴마크의 제3회 코펜하겐 국제애니메이션영화제에 초청을 받았다.

## 줄거리
배우의 꿈을 간직한 채 살아가는 대학 시간강사 오준구 앞에 어느 날 대학 정교수 자리와 비중 있는 드라마 출연 제안이 들어온다.
오준구는 가족을 위해 밥줄인 대학 정교수 자리를 선택하지만 그 줄이 ‘썩은 밥줄’이 될지도 모를 사건이 터지고 만다.
이제 한 남자의 46년 인생을 건, 밥줄 서바이벌이 시작된다.

## 출연진(성우)
- 이승행 - 오준구 역 (목소리)
- 이용우 - 최기호/조선 경찰/남학생/연습생 역 (목소리)
- 오로아(구 가빈) - 김기쁨/바트/윤 조교/부동산 역 (목소리)
- 박진영 - 강하늘/경찰 1/냄새학생/이태호 역 (목소리)
- 최채인 - 오현준/이지민/여학생/현서 친구/간호사 역 (목소리)
- 강새봄 - 안영미/오현서/아나운서 역 (목소리)
- 이슬 - 박미경/고은영/수업 도우미 역 (목소리)
- 이승훈 - 김창수/박상철/호머 역 (목소리)
- 강성우 - 조성민/장승원/안경학생/경찰 2 역 (목소리)

## 같이 보기
- 2018년 대한민국의 영화 목록

## 각 주
1. ↑  성종현 (2018년 1월 10일). “'반도에 살어리랏다' 덴마크 코펜하겐 국제애니메이션영화제 진출”. 뉴스프리존.